# 颐和园升平署
颐和园升平署位于北京市海淀区颐和园东宫门外牌楼东侧。道光七年（1827年），改南府为昇平署。昇平署在皇家行宫园林分设五处行署，颐和园行署即其中之一。光绪十四年（1888年）慈禧太后重修颐和园时，在颐和园东北界外的自得园旧址西部，同时兴建了昇平署行署，作为宫廷的梨园子弟以及太监的住所与存放演出用服装道具的场所。。
光绪十七年（1891年），颐和园东宫门外自得园旧址西部，建成一组南北纵向相连的三合院、四合院建筑群，同德和园大戏楼隔颐和园墙相望。清朝末年绘制的《五园图》描绘有该建筑群。颐和园文物管理部门称，南起第一个院落为步军统领衙门公所，专责颐和园保卫工作，管理颐和园附近46处堆拔（哨卡）；第二个院落是档案房；第三、四个院落是“沿革昇平署衙门”，即颐和园昇平署。
宣统二年（1910年）《内务府档》载：“昇平署为报堂事，本署建堂地址在京西颐和园东宫门外迤东偏北，东向，前后凡二十三重，其廨舍之数共房间二百十二间，设立沿革昇平署衙门，于光绪十七年奉旨赏住。”
光绪二十六年（1900年）八国联军侵入北京时，颐和园昇平署遭土匪劫掠。《昇平署日记档·光绪二十七年》载：“当日，本署总台递世大人，为本署颐和园、城内本署自遭兵燹失去衣靠盔杂、行头切末事，计此报堂单底。昇平署总管马为报堂事，本署钱粮处首领狄得寿等报到，于上年七月二十一日后，被土匪抢去颐和园后昇平署存收衣靠盔杂、切末行头等项，连箱六十三只，圆笼二十三挑，俱各失去无存。八月二十日，首领带人前往查验是实。”此后，颐和园昇平署继续承应颐和园戏曲演出。
1924年，逊清小朝廷被鹿钟麟驱逐出紫禁城，昇平署解散，颐和园昇平署所存物品全部散失。1928年，颐和园昇平署旧址成为颐和园事务所下辖的颐和园民众学校（颐和园小学的前身）校址。1942年，被日伪当局办的“建设总署土木工程专科学校”占用。抗日战争胜利后，1946年转归清华大学农学院。1950年，被中共中央党校接收并管理。
颐和园昇平署坐北朝南，正门南向，自南而北有相连的8组三合、四合布局的房屋组成。如今基本保存完整。2001年，以“昇平署”之名公布为海淀区重点文物保护单位。
2009年，颐和园昇平署获得修复。后来成为北京升平颐和论坛中心的所在地。2011年10月30日，“弘扬国粹重振升平——昇平署文艺研究座谈会”在北京升平颐和论坛中心即颐和园昇平署举行，国家京剧院原院长吴江、京剧演员李维康、学者丁汝芹等出席。主办方在会上宣布，颐和园昇平署将逐步恢复京剧演出。

## 保护
1981年，颐和园升平署被定为海淀区重点文物保护单位，并于1985年修缮。
2021年8月19日，颐和园升平署升格为第九批北京市文物保护单位，编号9-17。